# Efim Fradkin
Efim Samoilovich Fradkin, citado como E. S. Fradkin, (em russo:  Ефим Самойлович Фрадкин; Schtschedrin, Bielorrússia, 30 de novembro de 1924 — Moscou, 25 de maio de 1999) foi um físico teórico bielorrusso.